# Liste der Kulturdenkmäler in Nannhausen
In der Liste der Kulturdenkmäler in Nannhausen sind alle Kulturdenkmäler der rheinland-pfälzischen Ortsgemeinde Nannhausen einschließlich des Ortsteils Nickweiler aufgeführt. Grundlage ist die Denkmalliste des Landes Rheinland-Pfalz (Stand: 27. Oktober 2023).

## Denkmalzonen
| Bezeichnung                        | Lage                                   | Baujahr                       | Beschreibung                                                                               | Bild |
| ---------------------------------- | -------------------------------------- | ----------------------------- | ------------------------------------------------------------------------------------------ | ---- |
| Denkmalzone Hügelgräber Nannhausen | Nannhausen, nordöstlich des Ortes Lage | 7. bis 1. Jahrhundert v. Chr. | vorgeschichtliches Grabhügelfeld der vorrömischen Eisenzeit, 7. bis 1. Jahrhundert v. Chr. | BW   |

## Einzeldenkmäler
| Bezeichnung | Lage                                               | Baujahr                | Beschreibung                                                                  | Bild            |
| ----------- | -------------------------------------------------- | ---------------------- | ----------------------------------------------------------------------------- | --------------- |
| Hofanlage   | Nannhausen, Auf der Höh 3 Lage                     | frühes 19. Jahrhundert | Hofanlage; Fachwerkhaus, verputzt, wohl aus dem frühen 19. Jahrhundert        | BW              |
| Meilenstein | Nickweiler, südwestlich des Ortes an der B 50 Lage | 1820                   | preußischer Ganzmeilenstein, Sandsteinobelisk mit seitlichen Sitzbänken, 1820 | Fotos hochladen |

## Ehemalige Kulturdenkmäler
| Bezeichnung  | Lage                                            | Baujahr         | Beschreibung                                                                       | Bild |
| ------------ | ----------------------------------------------- | --------------- | ---------------------------------------------------------------------------------- | ---- |
| Fachwerkhaus | Nannhausen, Nickweilerer Straße, bei Nr. 2 Lage | 19. Jahrhundert | Fachwerkhaus, verputzt, 19. Jahrhundert; abgebrochen und aus Denkmalliste gelöscht | BW   |